# ديزرت دمليشن
ديزرت دمليشن بطولة وايل إي. كايوتي ورود رنر(بالإنجليزية: Desert Demolition Starring Road Runner and Wile E. Coyote)‏هي لعبة فيديو على الجهاز ميجا درايف و تطوير لعبة من قبل بلوسكاي سوفتوير، شخصية وايل إي. كايوتي ورود رنر يواجه منافسة لمعرفة من الذي سيفوز بالجائزة لأفضل العملاء أكمي لهذا العام.   

## شخصيات لعبة
هذي لعبة الاختيار للاعب واحد فقط و كل شخصية لها مميزاتها :
- رود رنر
- وايل إي. كايوتي